# Stadtbibliothek Magdeburg
Die Stadtbibliothek Magdeburg ist eine öffentliche Kultur- und Serviceeinrichtung der Landeshauptstadt Magdeburg. Sie besteht aus der Zentralbibliothek, drei Stadtteilbibliotheken und einer Fahrbibliothek. Mit ca. 300.000 Besuchern pro Jahr und ca. 1,1 Millionen Entleihungen ist sie die größte öffentliche Bibliothek in Sachsen-Anhalt.

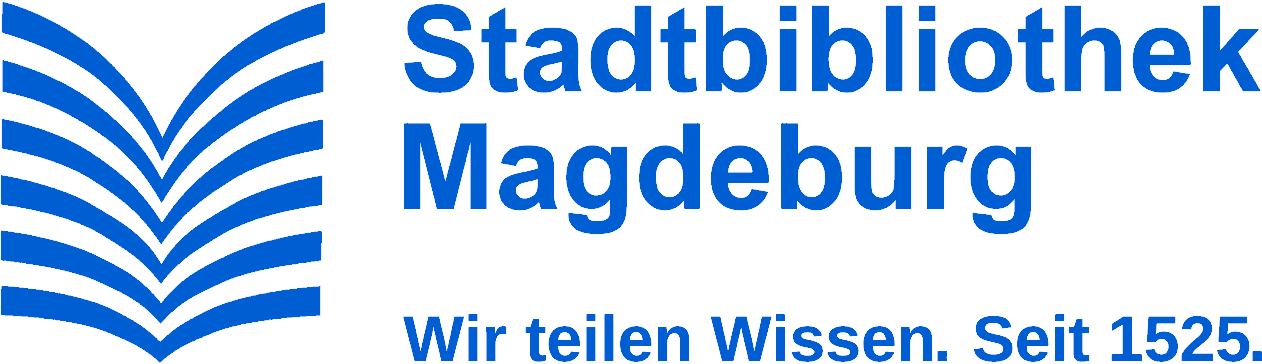
Logo der Stadtbibliothek

## Bestand, Kataloge
- ca. 380.000 Medien, darunter
- ca. 141.000 Sach- und Fachbücher
- ca. 70.000 Romane (Belletristik)
- ca. 40.000 Kinderbücher
- ca. 31.000 CDs, DVDs, Blu-ray-Discs
- ca. 37.000 Hörbücher

sowie Zeitungen, Zeitschriften, Noten, Karten, CD-ROM, Schallplatten und E-Medien.

### Sondersammlungen
Die Stadtbibliothek Magdeburg verfügt über einen historischen Bestand von Druckerzeugnissen aus fünf Jahrhunderten (ca. 80.000 Medien)
- Magdeburgica / Regionalia

„Magdeburgica“ ist eine Sammlung der Veröffentlichungen über Magdeburg bzw. über die Region Magdeburg. Auch Darstellungen zu Persönlichkeiten, die mit Magdeburg verbunden waren, werden berücksichtigt. Dieser Bestand umfasst ca. 80.000 Bände; davon sind ca. 7000 Bände Altbestände (bis 1945).
- Frühdrucke / Reformationsschriften / Drucke des 16. Jahrhunderts

250 Schriften aus der Zeit, als Magdeburg eines der frühen Zentren der lutherischen Reformation bildete, sind in der Stadtbibliothek überliefert. Insgesamt kann die Stadtbibliothek auf über 500 Schriften aus dem 16. Jahrhundert zugreifen.
- Historische Kinderbücher

Sammlung enthält Kinderbücher des 18.–20. Jahrhunderts (bis 1945), ebenso Kinderbücher der DDR-Zeit. (Umfang ca. 6000 Bände)
- Schellackplattensammlung

Die Privatsammlung – ein Geschenk des Musikwissenschaftlers Willi Maertens, Nestor der Magdeburger Telemannforschung – umfasst 24 Werke (gleich 92 Platten) der musikalischen Weltliteratur.
- DDR-Literatur

Um die DDR-Lebenswelt zu dokumentieren und deren Zeugnisse wissenschaftlich Interessierten zur Verfügung zu stellen, wurde ein DDR-Archiv aufgebaut; enthalten sind belletristische Werke, Fachliteratur und Fachzeitschriften.

### Kataloge und Datenbanken
- WWW-OPAC der Stadtbibliothek Magdeburg – Recherche im gesamten Medienangebot der Stadtbibliothek, Vorbestellung entliehener Titel und Verlängerungen
- Gebührenpflichtige Internet-Plätze
- Datenbank „Digitale Bibliothek“ in der Zentralbibliothek
- Onlinebibliothek Sachsen-Anhalt

Die Stadtbibliothek Magdeburg betreibt mit weiteren öffentlichen Bibliotheken gemeinsam eine Zweigstelle im Internet. In der mehr als 15.000 Medien umfassenden Onlinebibliothek Sachsen-Anhalt können Bücher, Hörbücher, Musik, Filme und Zeitschriften heruntergeladen werden. Die Internetfiliale ist rund um die Uhr geöffnet. Die Ausleihe ist zeitlich begrenzt, Gebühren fallen nicht an.

## Zweigstellen, Bücherbus
- Fahrbibliothek

Die Fahrbibliothek besteht seit 1975. Der Bus fährt die Stadtteile ohne feste Zweigstelle und die Stadtrandgebiete regelmäßig an. Er versorgt Erwachsene, Kinder und Jugendliche mit Medien aller Interessengebiete. Der verfügbare Bestand wird laufend durch Neuerscheinungen ergänzt. Mit einem eigenen Magazinbestand steht den Besuchern ein größeres Angebot zur Verfügung, als die Fahrbibliothek jeweils am Haltepunkt anbieten kann.
- Stadtteilbibliothek Florapark

Die Stadtteilbibliothek Florapark im Einkaufszentrum (1. Etage) versorgt das Stadtgebiet Nord. Die behindertengerechte Themenbibliothek hält etwa 25.000 Bücher, Zeitschriften, CDs, DVDs, Blu-Ray-Discs und Hörbücher zur Ausleihe bereit. Schwerpunkte sind Belletristik mit aktueller Unterhaltungsliteratur, Bücher und Medien für Kinder und Veranstaltungen wie Lesungen, Ausstellungen, Vorlesewettbewerbe für Schulklassen und Ferienprogramme.
- Stadtteilbibliothek Reform

Die Stadtteilbibliothek Reform im Zentrum des gleichnamigen Stadtteils versorgt die Anwohner ebenso wie die Schulen. Die Bibliothek hält etwa 20.000 Bücher, Zeitschriften, CDs, DVDs, Blu-Ray-Discs und Hörbücher zur Ausleihe bereit. Wert gelegt wird auf Belletristik und die Leseförderung in Zusammenarbeit mit Schulen in den Stadtteilen Reform und Hopfengarten.
- Stadtteilbibliothek Sudenburg

Die Stadtteilbibliothek Sudenburg auf der Halberstädter Str. / Nähe Südring versorgt die Anwohner Sudenburgs ebenso wie Buckau, Ottersleben, Leipziger Str. Die Bibliothek hält ca. 16.000 Bücher, Zeitschriften, CDs, DVDs, Blu-Ray-Discs und Hörbücher zur Ausleihe bereit. Wert gelegt wird auf Unterhaltungsliteratur, Reiseführer, Ratgeber und die Zusammenarbeit mit anderen außerschulischen Lernorten im Stadtteil.

## Geschichte

### Frühe Neuzeit
Die Stadtbibliothek Magdeburg wurde ursprünglich in der Reformationszeit gegründet. Ihre frühesten Bestände – etwa 45 Handschriften und etwa 150 Wiegendrucke – gehen auf den Besitz des hiesigen Augustinerklosters zurück. Dieses Kloster wurde im November 1525 vom Konvent des Klosters dem Rat der Stadt Magdeburg übergeben: Damit ging auch die Bibliothek des Klosters in Eigentum der Stadt über. Der Aufforderung Luthers an die Ratsherren aller Städte deutschen Landes folgend, christliche Schulen und „Libereyen“ aufzurichten, wurde 1524/1525 eine evangelische Stadtschule, das spätere altstädtische Gymnasium, in Magdeburg gegründet. Diese Schule wurde nach dem Übergang des Klosters an die Stadt in das Kloster selbst verlegt; die Buchbestände des Klosters blieben vor Ort und wurden zum Grundstock der späteren Schulbibliothek. Diese Gymnasialbibliothek wurde dann zur Ratsbibliothek, behielt aber ihren Standort in der Schule. Die Bestände wuchsen durch die Auseinandersetzungen der Reformation, durch das auch in Magdeburg in der Zeit aufblühende Druckerhandwerk und die Autoren der Magdeburger Centurien, die eine (Kirchen-)Geschichte aus protestantischer Sicht schreiben wollten und entsprechende Literatur sammelten. Die Buchbestände wurden entweder mit einem entsprechenden Exlibris (Stadtwappen mit Rose) gekennzeichnet, oder ab 1591 wurde auf dem Vorderdeckel das Wappen mit Jungfrau eingepasst: „Dis Buch gehort in eines erbaren Rates der alten Stadt Magdeburg Librei.“
Zwar wurde die Bibliothek nachfolgend im 17. Jahrhundert stark vernachlässigt und gerade auch im Dreißigjährigen Krieg dezimiert, blieb aber doch bis Anfang des 18. Jahrhunderts im Augustinerkloster. Erst 1708 wurde der Bestand von ca. 700 – 800 Werken in das Rathaus verbracht und damit endgültig von der Schulbibliothek in eine „Stadtbibliothek“ umgewandelt: Für das 18. Jahrhundert sind erstmals Anschaffungen, Schenkungen, Verwaltungskosten, Buchbinderkosten, ein Ausleihjournal und auch eine personelle Betreuung nachweisbar. Auch war es zeitweise üblich, dass Stadträte und andere Funktionsträger der Stadt bei Amtsantritt ein Buch bzw. den Gegenwert eines Buches der Bibliothek „spenden“ mussten. Für die Folgejahre ist wenig über die Bibliotheksnutzung, aber umso mehr über finanzielle Probleme mit nebenamtlichen Bibliothekaren überliefert, die offensichtlich Bücher und treuhänderische Gelder privatisierten. 1811 wurde aus Platzgründen die Bibliothek in Kisten verpackt und auf den Rathausboden gebracht. Die „Stadtbuchstube“ wurde zu einem Versammlungszimmer.

### 19. Jahrhundert
Erst mit Georg Friedrich Gerloff als Bibliothekar und August Wilhelm Francke als Oberbürgermeister wurde die Bibliothek 1827 der Öffentlichkeit richtig zugänglich gemacht, obwohl sie zu großen Teilen aus Verwaltungsliteratur bestand. Ein Bestandskatalog wurde erstellt, ein eigener bescheidener Etat eingeführt und feste Öffnungszeiten wurden angeboten. Ca. 12.000 Bände standen zur Verfügung; allerdings konnte der Bibliotheksraum im Winter nicht geheizt werden, so dass die Nutzung gering blieb. Erst in der zweiten Hälfte des 19. Jahrhunderts wurden mit Schulrat Wolterstorff als Bibliotheksverantwortlichem die Bedingungen besser, indem er z. B. die Behördenbibliothek von der allgemeinen Bürgerbibliothek abtrennte und damit bis zur Jahrhundertwende eine Bildungseinrichtung für die gebildeten Stände schuf. Erst nach der Jahrhundertwende bezog die Bibliothek 1908 neue Räume an der Hauptwache/am Rathaus. Außerdem wurden Volksbüchereien als Zweigstellen in wichtigen Stadtteilen eingerichtet (Nordfront, Wilhelmstadt, Sudenburg und Buckau). Mit der stärker werdenden Bildungsintention in Magistrat und Bevölkerung wurde das Personal aufgestockt, der Buchetat erhöht und die Öffnungszeit erweitert.

### 20. Jahrhundert
In der Beamten- und Militärstadt Magdeburg entwickelte sich nachfolgend das Bibliothekswesen zu Anfang des 20. Jahrhunderts durchaus positiv; so wurde in der Weimarer Zeit das 400-jährige Bestehen gefeiert, ein Freundeskreis gründete sich, und die Integration vieler kleiner Fachbibliotheken und Schenkungen von Privatbibliotheken in der Stadt erweiterte den Bestand beträchtlich (etwa 110.000 Druckschriften um 1930).

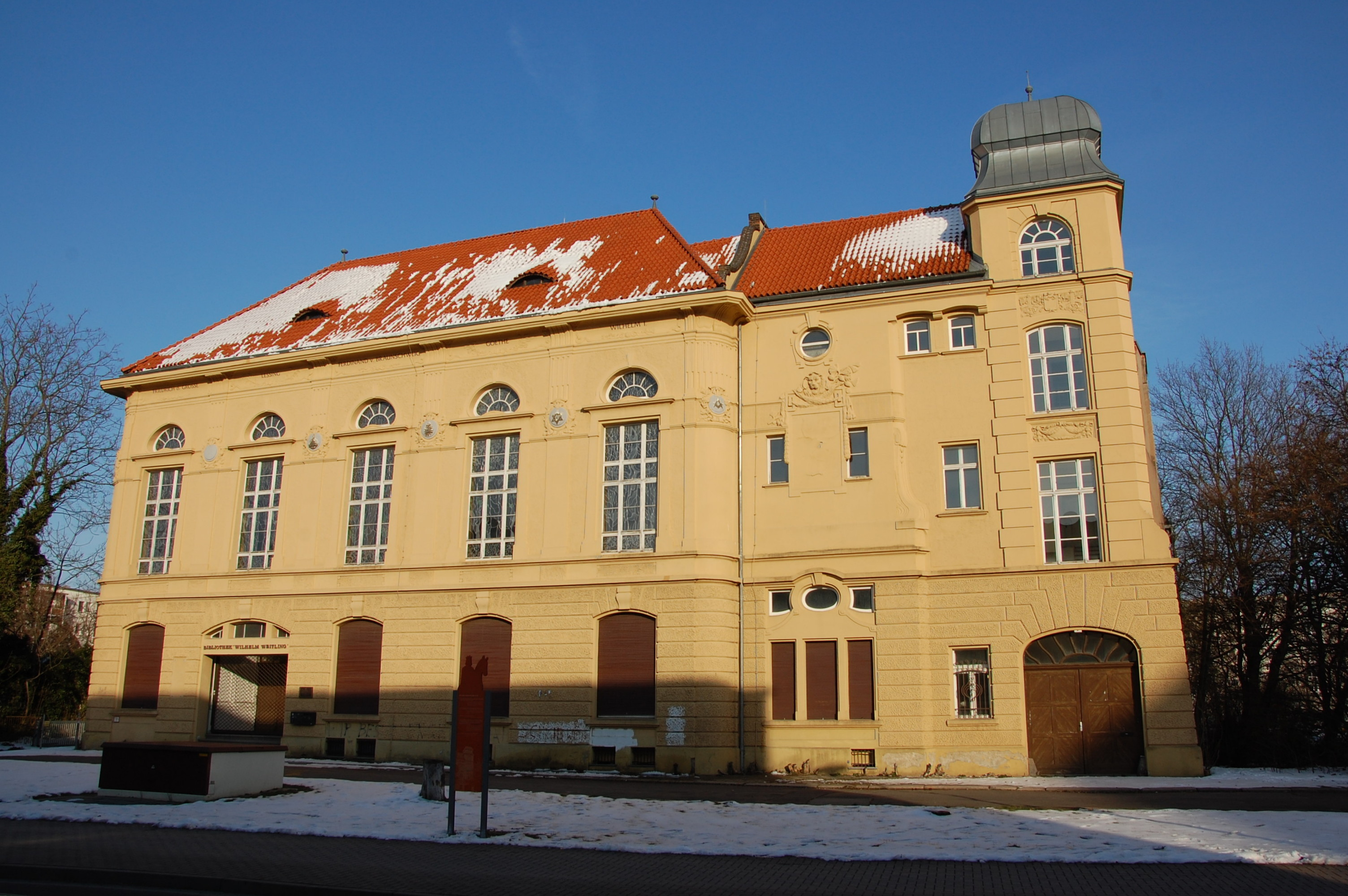
Sitz im Logenhaus von 1934 bis 1998 („Bibliothek Wilhelm Weitling“)

Mit den Nationalsozialisten kamen 1933 nicht nur massive Säuberungen der Literaturbestände, sondern auch ein neues Gebäude für die (wissenschaftliche) Stadtbibliothek: Mit dem Verbot der Freimaurerlogen 1933 wurde auch die Magdeburger Loge „Ferdinand zur Glückseligkeit“ aufgelöst, und ihr Logenhaus Ferdinand zur Glückseligkeit ging per Zwangsverkauf in Eigentum der Stadt über. Im Neuen Weg 6/7 (später Weitlingstraße 1a) wurde nach Umbauten und Anbauten 1934 die Stadtbibliothek einquartiert und bekam so erstmals in ihrer Geschichte mit der enteigneten Freimaurervilla ein eigenes Gebäude in Rathausnähe. Hier verblieb sie bis 1998. Mit Kriegsbeginn 1939 kamen die Luftangriffe auf deutsche Großstädte, und Magdeburg reagierte mit Auslagerung seiner wertvollsten Kulturgüter. Die wertvollen Altbestände wurden in Salzbergwerke, im Schloss Wernigerode und in umliegende Adelshäuser ausgelagert. Das Stadtbibliotheksgebäude wurde ebenso wie die Buchbestände zu großen Teilen vernichtet.
Mit dem Wiederaufbau nach 1945 konnte allerdings nur ein kleiner Teil der ausgelagerten Bücher wieder zurückgeführt werden. Handschriften, Inkunabeln und Werke des 16. und 17. Jahrhunderts wurden in großem Stil an den Auslagerungsorten von den Trophäenkommissionen der Roten Armee und der SMAD als Kriegsbeute in die Sowjetunion verbracht. Sie galten während der DDR-Zeit lange als verschollen oder verbrannt, sind aber zum Teil inzwischen in russischen Bibliotheken bzw. in Bibliotheken der GUS-Staaten wieder aufgetaucht und nachweisbar. – So kamen z. B. auch weniger wichtige Kontingente 1996 und 2000 aus Georgien und Armenien zurück.
Nach 1945 begann bald der Wiederaufbau des Bibliotheksgebäudes, hinzu kam in der DDR-Zeit ein großes Netz an Zweigstellen. Die Bestände wurden mit DDR-Literatur, aber auch in den 1950er Jahren mit in der Bodenreform requirierten wertvollen Literaturbeständen wieder vergrößert. Diese konnten jedoch die teils über Jahrhunderte gesammelten und 1945 verlorenen Magdeburgica und Regionalia nicht ersetzen.
Das Gebäude selbst blieb in der DDR-Zeit über Jahrzehnte Baustelle, war als Zentralbibliothek äußerst beengt und nicht als Bibliothekszweckbau ausgebaut. Gleichwohl war die „Stadt- und Bezirksbibliothek“ zu DDR-Zeiten eine Kultur- und Bildungsinstitution mit Öffentlichkeitsarbeit. Seit dem Einzug in das Gebäude der Zentralbibliothek 1999 ist die Stadtbibliothek eine Dienstleistungseinrichtung in zentraler Lage mit einem Zweigstellennetz, einer Fahrbibliothek und einer „virtuellen Zweigstelle“ im Internet. Sie sieht ihren Schwerpunkt mit Kinderbibliothek, Fremdsprachenabteilung, Musikbibliothek, Videothek, digitalen Medien usw. als Bildungseinrichtung für das lebenslange Lernen.

## Unterbringung
Als nach der Wende ein von den wieder zugelassenen Freimaurerlogen gestellter Restitutionsantrag 1995 erfolgreich war, wurde die Villa an die ehemaligen Eigentümer rückübertragen, und für das bis dato kommunale Gebäude fielen hohe Mietkosten an. Der Stadtrat fasste deshalb 1997 einen Neubaubeschluss, und die Stadt kaufte stattdessen das ehemalige C&A-Kaufhaus auf dem Breiten Weg, das 1998 zu einer modernen, zweckmäßigen und ausreichend Platz bietenden Zentralbibliothek auf 6000 m² Fläche umgebaut wurde.

## Freundeskreis
Im September 2011 gründete sich der Freundeskreis der Stadtbibliothek Magdeburg neu, zuvor war nach der Friedlichen Revolution von 1989/90 die „Gesellschaft der Freunde der Stadtbibliothek Magdeburg e.V.“ aktiv.